# Noisy – Champs (stanice metra v Paříži)
Noisy – Champs je budoucí stanice pařížského metra. Zajistí spojení se stanicí Noisy-Champs na trati RER A.

## Vývoj
V rámci projektu automatického metra Grand Paris Express se plánuje, že se Noisy – Champs stane konečnou stanicí linek 11, 15 a 16. Zprovoznění první z těchto tří linek, linky 15, je plánováno na rok 2025.
Linka 11 bude prodloužena z Rosny do Noisy – Champs, kde se napojí na RER A, stejně jako na budoucí linky 15 a 16.
Nástupiště linky 15 (směr Pont de Sèvres) bude zřízeno 14 m pod terénem (stejně jako konečná linky 11), zatímco konečná linka 16 (směr Saint-Denis Pleyel) bude 22 m pod úrovní terénu. Nástupiště jsou plánována tak, aby byla v přímém spojení s nástupištěm RER A. Tři linky (s bočními nástupišti) budou vybudovány na samostatné úrovni pro každou z nich, nástupiště linek 15 a 16 budou kolmá k nástupištím RER A. Vertikální spojení zajistí eskalátory a výtahy bez mezipatra. Celá konstrukce bude kryta budovou ve tvaru vrtule, umožňující snadný přechod do exteriéru.
Tyto projekty jsou součástí Grand Paris Express. V lednu 2013 ministryně Cécile Duflot poprvé nastolila možnost obnovit jednu ze dvou větví toho, co se původně nazývalo oranžová linka, prodloužením linky 11, buď směrem k Noisy – Champs nebo směrem k Champigny. Toto řešení má několik výhod: vyhnout se komplikovanému větvení oranžové linky a snížit náklady na výstavbu případně obnovené odbočky, protože vybavení linky 11 (kterou bude od roku 2019 tvořit pět vozů) je kratší než plánované pro oranžovou linku (120 m dlouhé), tedy kratší nástupiště.
Prodloužení linky 11 do Noisy – Champs potvrdil 6. března 2013 Jean-Marc Ayrault. Budou vybudovány tři stanice: Villemomble, Neuilly – Les Fauvettes a Neuilly – Hôpitaux. Cíl otevření tohoto úseku byl stanoven na rok 2025, ale na toto rozšíření nebyly poskytnuty žádné finanční prostředky, proto bylo toto prodloužení odloženo na neurčito.

## Výstavba
Architektonický projektový manažer stanice je agentura Duthilleul a AREP SAS.
První práce na přeložení sítí začaly v roce 2016. Stavební práce začaly v prosinci 2016. Součástí těchto prací jsou tratě pro jižní konečnou linky 15 a obratiště vlaků.
Samotná výstavba stanice byla svěřena skupině vedené VINCI Construction France a složené ze společností Dodin Campenon Bernard, Spie Batignolles TPCI, Botte Fondations, Spie Fondations a VINCI Construction Grands Projets.
Francouzský vizuální umělec Fabrice Hyber vytvořil dílo stanice ve spolupráci s architektem Jean-Marie Duthilleul.
Stanice linky 15 bude mít na nástupištích také fresku francouzské umělkyně Rébeccy Dautremer.